# Whitwell, Derbyshire
Whitwell är en ort och civil parish i Storbritannien.   Den ligger i distriktet Bolsover i grevskapet Derbyshire i riksdelen England, i den sydöstra delen av landet, 210 km norr om huvudstaden London. Whitwell ligger 106 meter över havet och antalet invånare är 3 846.
Terrängen runt Whitwell är platt. Runt Whitwell är det tätbefolkat, med 591 invånare per kvadratkilometer. Närmaste större samhälle är Sheffield, 19,9 km nordväst om Whitwell. Trakten runt Whitwell består till största delen av jordbruksmark.